# Плющ Пастухова
Плющ Пастухо́ва (лат. Hedera pastuchovii) — вечнозелёная деревянистая лиана, вид растений семейства Аралиевые (Araliaceae). Редкий вид, сокращающийся в численности, занесён в Красную книгу России и Красную книгу Республики Дагестан.

## Ботаническое описание

### Морфология
Высокий лазящий кустарник, стелется по земле или прикрепляется к стволам деревьев с помощью придаточных корней. Побеги светло-бурые, с редкими волосками.
Листья тонкие, кожистые, длиной до 10 см, шириной до 6 см, на различной длины черешках с редкими чешуйками. Листовая пластинка сверху ярко-зелёная, снизу светлее, голые с обеих сторон или снизу с редкими звёздчатыми чешуйками. На стелющихся по земле побегов листья большей частью округло-сердцевидные, с целыми или слегка волнисто-угловатыми краями. На стерильных побегах, взбирающихся на деревья, листья по форме очень разнообразные, от широкояйцевидных до ланцетных. На плодущих побегах листья ромбической или яйцевидно-ромбической формы, почти всегда цельные.
Соцветия — одиночные или собранные по 3—8 штук шаровидные зонтики, состоящие из 5—20 цветков на тонких длинных ножках (2—6 см). Всё соцветие густо покрыто звёздчатыми жёлто-бурыми чешуйками.
Плоды чёрные, диаметром 6—10 мм.

### Распространение
Плющ Пастухова произрастает в Восточном Закавказье (Азербайджан, Восточная Грузия) и приграничных районах на севере Ирана; в России — только в Дагестане: на Прикаспийской низменности, а также предгорьях в Сулейман-Стальском и Табасаранском районах (северная граница ареала этого растения). Крайнее северное местонахождение обнаружено в Новолакском районе на границе с Чеченской Республикой.
Встречается как в низменностях, так и в нижнем и среднем горном поясе, чаще всего на опушках и полянах лесов. В отличие от многих других видов плюща не стелется по скалам.

## Применение
Плющ Пастухова, как и другие виды плюща, может использоваться как декоративное растение в вертикальном озеленении. В культуре его размножают обычно черенками.